# Kalin Terziyski

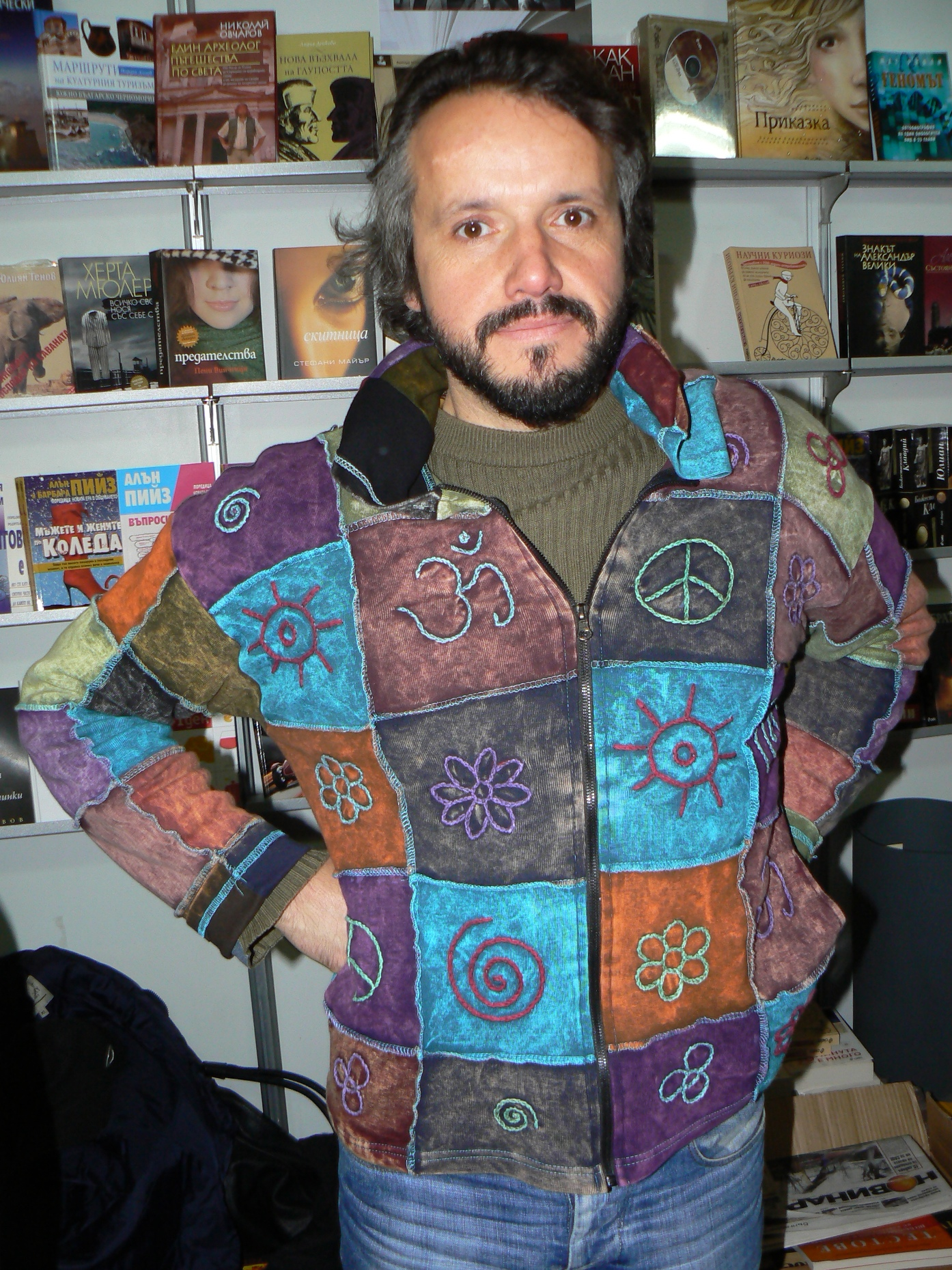
Kalin Terziyski (2010)

Kalin Terziyski (bulgarisch Калин Терзийски; * 22. März 1970 in Sofia) ist ein bulgarischer Schriftsteller.

## Leben
Kalin Terziyski hat Medizin mit Fachrichtung Psychiatrie studiert (Medizinische Universität Sofia). Aufgrund der hohen Arbeitsbelastung und vergleichsweise niedrigen Bezahlung  der angehenden Ärzte schrieb er nebenbei für Zeitungen und Zeitschriften. Seit dem Jahr 2000 widmet er sich ganz dem Schreiben.
Im Jahr 2011 wurde er für die Kurzgeschichten mit dem Literaturpreis der Europäischen Union 2011 ausgezeichnet.
In seinem Roman Alkohol (zusammen mit Dejana Dragoeva) verarbeitet Terziyski Erfahrungen aus seinem privaten und beruflichen Leben. Das Werk war 2010 der meistverkaufte belletristische Titel in Bulgarien.
Sein Schreiben ist beeinflusst von Schriftstellern wie Fjodor Dostojewski, Nikolai Gogol, Walt Whitman, Edgar Allan Poe u. a.

## Werke

### Poesie
- Сол. (Salz) Sofia, Paradox, 2008, ISBN 978-954-553-084-4.
- Нови стихове съвсем в началото. (Neue Gedichte ganz am Anfang) Sofia, Faber, 2010, ISBN 978-954-400-233-0.
- За ползата от позите. (Über die Vorteile der Posen) Ciela, Sofia 2011, ISBN 978-954-281023-0.

### Kurzgeschichten
- 13 Stücke von der kaputten Zeit, 2008. 100 Stück Auflage. Jedes Buch wurde einzeln und eigenhändig vom Autor illustriert.[3] Es ist nicht im Handel erhältlich.
- Сурови мисли със странен сос. (Rohe Gedanken mit eigenartiger Sauce) Ciela, Sofia 2009, ISBN 978-954-280480-2.
- Има ли кой да ви обича. (Gibt es jemanden, der euch liebt?) Janet 45, Plovdiv 2009, ISBN 978-954-491-554-4.
- Любовта на 35-годишната жена. (Die Liebe einer 35-jährigen Frau) Janet 45, Plovdiv 2010, ISBN 978-954-491-641-1.
- Имен ден за добрия човек. (Namenstag für den guten Menschen) Janet 45, Plovdiv 2011, ISBN 978-954-491-719-7.
- Ной дава последни указания на животните. (Noah gibt den Tieren seine letzten Anweisungen) Ciela, Sofia 2012, ISBN 978-954-281077-3.

### Romane
- Алкохол. Ciela, Sofia 2010, ISBN 978-954-280763-6.
  - dt.: Kalin Terzijski und Dejana Dragoeva: Alkohol, herausgegeben und aus dem Bulgarischen übertragen von Viktoria Dimitrova Popova, Inhaltsverzeichnis INK Press, Zürich 2015, ISBN 978-3-906811-00-0
- Лудост. (Wahnsinn) Ciela, Sofia 2011, ISBN 978-954-280944-9.
  - dt.: Wahnsinn, herausgegeben und aus dem Bulgarischen übertragen von Viktoria Dimitrova Popova. Ink Press, Zürich 2016, ISBN 978-3-906811-03-1